# Dingo, le Chien sauvage
Pour plus de détails, voir Fiche technique et Distribution.
Dingo, le Chien sauvage (Дикая собака динго, Dikaya sobaka Dingo) est un film soviétique réalisé par Iouli Karassik, sorti en 1962.

## Fiche technique
- Titre français : Dingo, le Chien sauvage[1]
- Titre original : Дикая собака динго, Dikaya sobaka Dingo[2],[3]
- Réalisation : Iouli Karassik
- Scénario : Anatoli Grebnev
- Photographie : Viatcheslav Fastovitch
- Musique : Isaak Chvarts
- Scénario: Anatoli Grebnev
- Décors : Viktor Volin, V. Rakhmatullina
- Montage : Stèra Gorakova